# Taj-hegy
A Taj-hegy, Tajsan vagy Tajsan-hegy (kínai: 泰山, pinjin: Tài Shān) egy történelmi és kulturális jelentőségű hegy a kínai Santung (Shandong) tartományban, Tajan (Tai'an) várostól északra. Legmagasabb csúcsa a Ju Ti császárról elnevezett, 1545 m magas Ju Ti csúcs (Juhuang Ting). (Megjegyzés: A Kínai Népköztársaság adatai szerint a csúcs 1532,7 m magas.)
A Taj-hegy az „Öt nagy hegy” egyike. Az öt közül is gyakran a legjelentősebbnek tekintik, amit a napfelkeltével, a születéssel és a megújulással azonosítanak. A Taj-hegy már több mint 3000 éve zarándok hely és Kína egyik legfontosabb ceremónia központja.
A hegy Santung tartomány nyugati részén található, Tajan várostól északra, a tartományi fővárostól, Csinantól délre. A tengerszint feletti magassága 150 és 1545 m között változik. Területe 426 km².

## Története
Már az őskőkorszakban is éltek emberek a Taj-hegy területén és az újkőkorszak idejéről is maradtak fenn bizonyító erejű maradványok. Ez idő tájt két kultúra is kialakult a hegy közelében: délen a tavenkou és északon a lungsan-kultúra. A Tavasz és ősz korszakban a hegy Csi (észak) és Lu állam (dél) között helyezkedett el. Az ezt követő Hadakozó fejedelemségek korában Csi állam felhúzott egy 500 km hosszú falat, a támadások elleni védekezés miatt. Ma is megtalálhatóak a fal maradványai.
A vallási zarándoklat a hegyhez legalább 3000 évre nyúlik vissza, a Sang-dinasztiától kezdődően. A hagyományból idővel hivatalos rituálé vált, így a császárok is áldozatokat mutattak be a hegycsúcson (az égnek) és a hegylábnál (a földnek).
A Csou-dinasztia idejére az áldozatbemutatást már erőteljesen rituális színezetű ceremónia kísérte, amelyben a helyi feudális vezetők mutattak be áldozatokat (étel és jade kő tárgyak). Ezeket a rituálé pontos sorrendje szerint temették el a hegyen.
1987 óta a Taj-hegy az UNESCO világörökség részét képezi. 2003-ban 6 millióan látogatták meg. 2005-ben felújításokat végeztek a különböző helyszíneken, amelyek során javításokat végeztek relikviákon és kulturális jelentőségű épületeken. A hegyhez számtalan költő és irodalmi alak látogatott el inspirációért. Ezen felül a hegy jelentős szerepet játszott a Buddhizmus és a Taoizmus fejlődésében.

## Jellemzői
A természeti szépségekben gazdag Taj-hegy hirtelen emelkedik ki közép Santung hatalmas síkságából. A hegy magassága északról dél felé haladva nő. Kelet-Kína legöregebb kambrium kori paleo-metamorf képződése. A Tajsan komplexumként ismert képződés mágneses, metamorf és üledékes kőzeteket, illetve az archaikum időszakából való egyéb kitüremkedéseket tartalmaz. A terület felfelé történő mozgása a Proterozoikum időszakára tehető.
A Ja Te csúcs mellett egyéb alakzatok is említésre méltóak a hegyen: a Mennyei gyertya csúcs, a Ventilátor szikla és a Hátsó szikla-medence.
A hegy 80%-át borítja növényzet, amelyben mintegy 1000 faj él. Néhány fa nagyon öreg és kulturális jelentőséggel is bír, mint például a Han-dinasztia ciprus, amely közel 1,300 éves., vagy a Vendégváró fenyő, amely 500 éves, vagy a Ötödrangű fenyő, amelyet 250 évvel ezelőtt ültetett újra a császár.

## Infrastruktúra

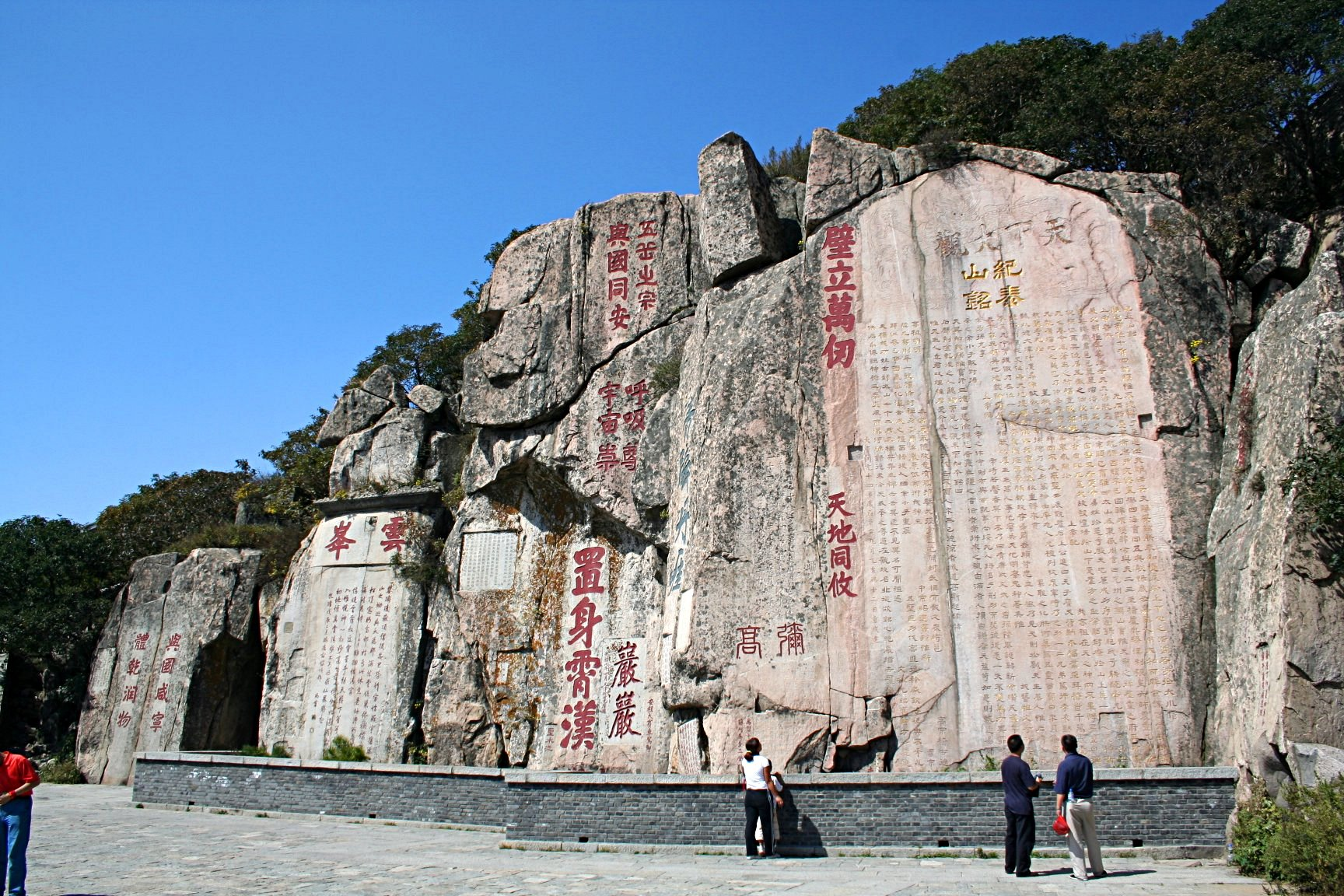
Sziklafeliratok a Taj-hegynél

A Taj-hegyhez legegyszerűbben busszal lehet jutni, ahol a Mennyország középső kapuján át belépve libegővel lehet feljutni egészen a csúcsra. Gyalogszerrel a hegylábtól a csúcsig 2,5-6 órás úton lehet feljutni. Ehhez két út is rendelkezésre áll. Népszerűbb a keleti út, amely a Tajsan boltívtől indul. A 7,200 kő lépcsőfok megmászása közben látható a Tízezer halhatatlan torony (Vanhszianlou), az Arhat szikla (Luohanja) és a Tou Mu istennőnek épített palota (Toumukong). A Mennyország első kapuja (ji tian men) felől a jó fizikumban lévőknek két és fél órás az út, a ráérősebbeknek hat órás. Az első kaputól a középső kapuig 1-2 óráig tart az út. Kevésbé népszerű a nyugati útvonal, amely szebb látványt nyújt ugyan, viszont kevesebb rajta a kulturális örökségi látnivaló.